# 北野誠のズバリ
『北野誠のズバリ』（きたのまことのズバリ）は、CBCラジオの平日帯ワイド番組。2012年4月2日開始。

## 概要
2000年6月から2009年4月まで、CBCラジオの平日帯ワイド番組『ツー快!お昼ドキッ』『ごごイチ』の月・木曜日パーソナリティを務めた北野誠が、3年振りに平日お昼の時間帯に復帰。『ツー快 - 』『ごごイチ』時代の企画を復刻・アレンジしたコーナーを中心に進行する。
2016年4月2日からは、土曜日 9:00 - 11:40に『北野誠のズバリ サタデー』（きたのまことのズバリ サタデー）が放送されている。

## 出演者

### 北野誠のズバリ
- 北野誠（メイン パーソナリティ）

当番組出演のため、東京の自宅に家族を残し月曜から土曜まで名古屋市内のホテルに滞在しつつも、関西などでの仕事もこなす。時事ネタや下ネタを得意とし辛口トークで知られるが、この番組では恐妻家の側面が強調されている。
2016年2月ごろ、東京・新橋駅前のビルにあるカレー店に毎週通っていた。それを番組内で語ったところ、番組リスナーも次第に東京まで通うようになり、週末土曜日は名古屋弁を話す客でいっぱいになったという。
- 氏田朋子（金曜日アシスタント、フリーアナウンサー）

番組開始時から産休前までは木曜・金曜を担当していた。
元CBCアナウンサー。久野誠（当時CBCアナウンサー）と担当した『ツー快 - 』『ごごイチ』時代にも増して、下ネタを厭わず、時に大いに乗っかり、恋愛ネタには過剰に反応する「肉食系女子」振りを発揮。
2014年春に結婚し、6月末にCBCを退社。9月に入籍と挙式を行い名古屋から転居したが番組出演は継続。2016年6月17日の放送を最後に産休に入った。
7月15日に無事第一子を出産し、9月29日から木曜担当として復帰。
2019年6月7日放送分より第2子出産に伴う産休に入る。6月20日に第二子誕生、12月5日に番組復帰。
2022年3月30日放送分より水曜日を担当。
2023年4月7日放送分より金曜日を担当。
- 松岡亜矢子（水曜日アシスタント、元CBCラジオレポートドライバー）

番組開始時から火曜日の「ハートにズバリ」で中継コーナー「感謝の達人」を担当し、2016年春からはスタジオで、同枠の「地元に聞いちゃうぞ」のコーナーを担当。また、金曜の中継コーナーでディレクターを務めるなど裏方としても番組に参加する。
2016年8月からは、産休に入った青木まなに代わってアシスタントを務める。9月26日以降は月曜日担当。
2017年6月12日の放送で時の記念日に結婚したことを公表。
2023年4月5日放送分より水曜日を担当。
- 佐藤実絵子（火曜日アシスタント、タレント・シンガーソングライター）

SKE48時代の2013年4月3日から水曜日のコーナー担当として参加。2015年4月改編から月曜日へ曜日変更。
グループ卒業後はCBCラジオ夏まつりなどのイベントに出演するようになったり、代役アシスタントなど出番を増やす。
2016年10月4日分から担当曜日が火曜日に変更。産休中の青木に代わりアシスタントを務めるほか、「つくってみりん」のコーナー担当を引き継いだ。
2017年11月11日、入籍したことを発表。2021年1月26日の放送で第1子を妊娠したことを発表。2021年5月より年内いっぱい産休をとり、翌2022年1月11日より番組へ復帰。
- 大橋麻美子（月曜日アシスタント、フリーアナウンサー）

元CBCアナウンサーで青木や氏田よりも先輩。氏田の産休時に2016年6月から9月まで木曜アシスタントを務めた。阿部降板後の2017年1月から、北野曰く「置きにいったキャスティング」で水曜アシスタントとなる。2児の息子を持つシングルマザー。コロナ禍における木曜・金曜や、「サタデー」での加藤の休演時のアシスタント、佐藤の産休に伴って「つくってみりん」を担当するなど番組のピンチヒッターとしても活躍。2022年4月1日より金曜日を担当。
2023年4月3日放送分より月曜日を担当。
- 加藤由香（木曜日アシスタント、CBCアナウンサー）

土曜日の『北野誠のズバリ サタデー』のアシスタントであるが、木曜担当の山内が体調不良で長期休養したため、2024年11月28日から木曜のピンチヒッターとして出演。2025年4月3日より正式に木曜日も担当。
- 松原タニシ（火曜日ご意見番、事故物件住みます芸人）

北野の松竹芸能の後輩で、テレビ番組「お前ら行くな」で活躍しており番組のイベントにも時折出演していたが、2016年春改編時から正式にレギュラーとして番組に加入した。最初は「3時にズバリ」のみの出番だったが、同年秋からは登場からエンディングまでトークに参加するようになり、さらに2017年1月17日からは月曜の井上になぞらえ「事故物件ジャーナリスト」の肩書で番組全編へ出演している。
- 原武之（水曜日「ズバリなっとく』担当/ご意見番、弁護士）

番組開始より2016年春までは金曜日、以降2017年春まで木曜日に出演。
『ツー快 - 』『ごごイチ』『日曜だもの』から引き続きの出演となる。都合のつく限り担当コーナー以外も出演していたが、多忙につき、2016年秋以降はスペシャルウィークを除いて「ズバリなっとく」のみの出演となり、海外での仕事が多忙となったため2017年3月限りでレギュラー出演を一旦終了した。2018年10月より水曜日に復帰。時折冒頭から出演するが、基本的には「ズバリなっとく」のみの出演。
北野と同じく恐妻家。氏田の結婚が決まった後も、二人で「まだ今なら間に合う」などとからかっていた。から揚げが大の好物。
- 河原崎辰也（月曜日月1レギュラー、ミュージシャン）

2021年春改編時よりご意見番として出演。以前よりCBCラジオ夏まつりなどの番組イベント、大晦日スペシャル、北野のピンチヒッターなど番組との縁は深いが、レギュラーでの出演は初めてとなる。
- 戸井康成（月曜日月1レギュラー、タレント）

2021年春改編時よりご意見番として出演。サタデーにレギュラー出演するほか2015年度は「3時にズバリ」の火曜日を担当し、2016年4月には木曜日の臨時コメンテーターを務めるなど、様々な形で番組に出演しており、北野が平日版で休みを取る時のピンチヒッターも度々務めている。
- 華井二等兵（月曜日月1レギュラー、お笑い芸人）

2022年4月よりご意見番として出演。松竹芸能に所属する北野の後輩で、以前から北野や松原の話に度々名前は上がっていたが本格的に番組へ参加することになった。

### 北野誠のズバリ サタデー
- 北野誠（メイン パーソナリティ）
- 加藤由香（アシスタント、CBCアナウンサー）

北野とは以前「日曜だもの」で共演。また、『おっ三ラジオ』の番宣ナレーションも担当していた。2022年6月より休演し、12月3日より復帰。2023年3月から1ヶ月の育児休暇取得し、4月から復帰。2025年4月からは木曜アシスタント兼任。
- 大川豊（週替わりコメンテーター、大川興業総裁）

開始時より毎月最終週にレギュラー出演。選挙や事件、災害など数多くの現場へ赴き取材しており、他では聞けない現場ならではの話を語る。これまで「大晦日スペシャル」他に出演している。
- 戸井康成（レギュラー）

10時冒頭の芸能・スポーツコーナーを担当。
- 内田俊宏（週替わりコメンテーター・「「出会いふれあい探検隊」パーソナリティ、中京大学教授）
  - 番組開始時より「出会いふれあい探検隊」パーソナリティを担当しており、2021年3月からはスタジオでご意見番として出演。11時前までの出演となる。
- 原武之（週替わりコメンテーター、弁護士）
  - 2021年3月より平日版に加えて土曜でもご意見番として登場。11時前までの出演。
- 角田龍平（週替わりコメンテーター、俳優・弁護士）
  - 2017年4月から2018年9月まで原武之に代わって「ズバリ法律相談所」を担当、スペシャルウィークをはじめ、月に1回ほどはスタジオから全編コメンテーターとしても出演していた。元サイキッカー。
  - 金曜のレギュラー出演終了後は、土曜9時台でニュース解説のためしばしば電話出演していた。井上降板後は2021年4月からコメンテーターとしてのスタジオ出演が復活。

### 産休時の代役
2016年夏に青木・氏田が相次いで産休に入り、水曜の阿部以外アシスタントの顔ぶれが変わった。以降日替わりアシスタント体制が定着した。

#### 青木・氏田（1回目）の産休時
- 阿部優貴子・加藤由香・渡辺美香（月曜日） ※月曜は週替わり
- 松岡亜矢子（火曜日）
- 佐藤実絵子・大橋麻美子（木曜日)
- 片山淳子（金曜日）

#### 氏田2度目の産休時
2019年6月から氏田が2度目の産休に入り、別曜日のアシスタントに加え以下の面々が木曜のピンチヒッターを務めた。なお同年12月5日から復帰。
- 清水藍（6月27日、当時CBCラジオレポートドライバー）
- 小川恵理子（7月4日、10月3日、11月7日、タレント）- 関西のラジオで活動しており、片山と同じく松竹芸能所属。
- 渡辺美香（7月11日、25日、10月17日、11月28日、CBCアナウンサー）
- 宮部和裕（7月18日、10月10日、24日、31日、CBCアナウンサー）- 土曜で加藤の代演を何度か務めている。
- 水城あやの（8月1日、タレント）
- 阿部優貴子（8月8日～9月19日、元水曜アシスタント）
- 原田裕見子（9月26日、フリーアナウンサー）

#### 佐藤の産休
- 山内彩加（CBCアナウンサー、2021年5月4日～12月28日） - 1月に新型コロナウィルスの緊急事態宣言で出演を休止していた片山の代役で金曜アシスタントを務めた。恋愛におけるあざとい振る舞いや思わせぶりな態度をとったエピソードが紹介されると「山内ポリス」を発動していた。後に2022年春改編から木曜アシスタントとして改めて番組加入。
- 松原美穂（タレント、2021年6月29日・7月27日） - 火曜レギュラー松原タニシの実姉で、その独特な経歴とキャラクターから番組内でプチブレイクした。

### 過去の出演者
- 夏目みな美（元月曜日アシスタント、CBCアナウンサー）

放送開始から2012年9月まで担当。フリーアナウンサーで木・金曜日アシスタントの氏田とは、CBCで同期だった。
第1回放送で「おっぱい体操」を披露し、YouTubeにアップロードしたところ大反響を得る。
番組内で自らの胸のサイズがDカップだと告白している。
「新しい自分をみつけるため」という不思議な理由でウクレレを突然始めたことで、急遽、ウクレレを奏でながらリスナーから募集した川柳を読み上げるコーナーが設けられたが、夏目のウクレレの腕前は番組卒業まで微妙だったという。
- 沢朋宏（元金曜日中継レポーター、CBCアナウンサー、気象予報士）

『ツー快 - 』『ごごイチ』時代から引き続き、外中継レポーターを担当。この番組では、放送中に酒を飲み、夢中で食事に貪りついたり、天気予報をいい加減に済まそうとするなど、かなりマイペースな異色のレポートを繰り広げていた。それゆえ、スタジオの北野からツッコミを受け、滝行をさせられたことがある。2014年9月末で番組卒業。
- 村瀬みちゃこ（元月曜日「ハートにズバリ」コーナーレギュラー、元・松竹芸能所属）

2013年4月からレギュラー。「みちゃこの共感できるかな？」のコーナーでは、村瀬の持ちネタ「共感の歌」を歌いながら登場する。神社仏閣・古民家・資料館・博物館・ハコモノ行政的な建造物を好み、実際に足を運んだ東海地方でおすすめのスポットを「共感スポット」として紹介した。
2015年3月23日、「3月末で芸能活動を終了する」ことを公表し、番組を卒業した。
- 阿部優貴子（元水曜日アシスタント、フリーアナウンサー）

2014年4月から2016年12月末まで水曜日担当。2016年9月にCBCを退社するが同年末までフリーとして出演は続け、2017年初頭からBS日テレでのレギュラー番組出演が決まり番組降板。
2019年8月から9月にかけて、早大大学院が夏季休暇に入る期間限定で産休中の氏田のピンチヒッターを務める。
金曜日元レポーターの江田亮とは同期で、新入社員研修は氏田が指導役を務めていた。
- オレンジ（ズバリサタデー内「環境探検隊が行く！」）[12]

2016年4月から2017年3月まで。
- 江田亮（元金曜日中継レポーター、CBCアナウンサー（当時））

2014年10月3日から2018年3月30日まで担当。元水曜日アシスタントの阿部優貴子とは同期だった。
- 青木まな（元アシスタント、CBCアナウンサー（当時））

番組開始時は火・水曜日、2012年10月 - 2014年3月は月 - 水曜日、2014年3月からは月・火曜日を担当。
基本的にはしっかり者。暴走する北野の手綱を締める女房役をこなすが、時に変わった異性の趣味、「だめんず」好きを垣間見せ、北野から弄られる事もある。
2016年2月29日の番組内で、2015年12月24日に結婚していた事を公表。その後木・金曜アシスタントの氏田朋子に続き、2016年7月26日の放送から産休に入り、その後降板。2018年4月にアナウンス部に復帰したが、北野誠のズバリには復帰しなかった。2019年1月からはアナウンス部を離れCBC報道部勤務。
- 酒井直斗（タレント）

2018年7月まで土曜11時台に複数のコーナーに出演するほか、平日版や番組イベントにもイレギュラーで出演していた。
- 井上トシユキ（月曜・土曜日ご意見番、ITジャーナリスト）

2015年春改編から月曜日にレギュラー出演開始、2016年4月からは土曜日にも出演。月曜日が祝日となる場合は出演せず、その週の別の曜日に振替出演していた。
当番組の休日特集やピンチヒッターとしても出演経験がある。
居酒屋での出来事から「大人の妖怪 ゆびなめ」の異名を持つ。

2021年2月22日の放送を最後に番組を休演し、そのまま復帰することなく番組降板。
- 片山淳子（元金曜日アシスタント、タレント）

2016年6月24日から2022年3月25日まで金曜アシスタントを務めた。関西を中心に活動中で、北野とは松竹芸能の先輩・後輩であり、さらに学生時代からも面識がある旧知の仲。
キャスティングの決め手は「結婚・産休が相次いで幸せなムードが漂っている中、あえて番組にふさわしい波乱万丈な半生を送っている人物を起用したかったから」という。現在は再婚し1男を設けているが二世代同居である。
- 岡山祐児（月曜日月1レギュラー、オーケイ）

2021年4月から2022年3月までご意見番として出演。
- 榊原悠介（金曜日「街角ステーション」レポーター、CBCアナウンサー）

2018年4月6日から2022年3月25日まで担当。中継企画自体が終了したため降板となった。
- 水道橋博士（週替わりコメンテーター、浅草キッド）
  - 井上トシユキ降板後の2021年4月から2022年2月まで出演、第26回参議院選挙に出馬し当選したため降板。
- 玉袋筋太郎（月曜日月1レギュラー、浅草キッド）

2021年春改編時より毎月1回出演するご意見番として出演。以前にも休日特集での出演機会がある。2023年3月で降板。
- 太廊（土曜日レポーター）

2018年8月より11時台「工作員太廊の潜入レポート」に出演。同じ事務所の先輩・酒井直斗からコーナーを引き継いだ。2021年10月より工作太朗から改名。2024年8月2日に急逝。
- 山内彩加（元木曜日アシスタント、CBCアナウンサー（当時））

2021年1月に新型コロナウィルスの緊急事態宣言で出演を休止していた片山の代役で金曜を、同年5月から12月いっぱいまで産休の佐藤の代役で火曜アシスタントを務めた。2022年3月31日より木曜日担当としてレギュラー参加する。体調不良による休養のため2024年11月28日放送より休演。復帰することなく2025年3月に降板。

### 出演者の変遷
メイン パーソナリティ・アシスタント変遷
| 期間      | 期間       | メイン パーソナリティ | メイン パーソナリティ | アシスタント | アシスタント | アシスタント | アシスタント | アシスタント | アシスタント |
| 期間      | 期間       | 月～金担当            | 土曜日担当            | 月曜日担当   | 火曜日担当   | 水曜日担当   | 木曜日担当   | 金曜日担当   | 土曜日担当   |
| --------- | ---------- | --------------------- | --------------------- | ------------ | ------------ | ------------ | ------------ | ------------ | ------------ |
| 2012.4.2  | 2012.9.28  | 北野誠                | -                     | 夏目みな美   | 青木まな     | 青木まな     | 氏田朋子     | 氏田朋子     | -            |
| 2012.10.1 | 2014.3.28  | 北野誠                | -                     | 青木まな     | 青木まな     | 青木まな     | 氏田朋子     | 氏田朋子     | -            |
| 2014.3.31 | 2016.3.25  | 北野誠                | -                     | 青木まな     | 青木まな     | 阿部優貴子   | 氏田朋子     | 氏田朋子     | -            |
| 2016.3.28 | 2016.6.30  | 北野誠                | 北野誠                | 青木まな     | 青木まな     | 阿部優貴子   | 氏田朋子     | 氏田朋子     | 加藤由香     |
| 2016.7.1  | 2016.7.30  | 北野誠                | 北野誠                | 青木まな     | 青木まな     | 阿部優貴子   | 大橋麻美子   | 片山淳子     | 加藤由香     |
| 2016.8.1  | 2016.10.1  | 北野誠                | 北野誠                | 週替わり     | 松岡亜矢子   | 阿部優貴子   | 大橋麻美子   | 片山淳子     | 加藤由香     |
| 2016.10.3 | 2016.12.31 | 北野誠                | 北野誠                | 松岡亜矢子   | 佐藤実絵子   | 阿部優貴子   | 氏田朋子     | 片山淳子     | 加藤由香     |
| 2017.1.4  | 2019.6.29  | 北野誠                | 北野誠                | 松岡亜矢子   | 佐藤実絵子   | 大橋麻美子   | 氏田朋子     | 片山淳子     | 加藤由香     |
| 2019.7.1  | 2019.11.30 | 北野誠                | 北野誠                | 松岡亜矢子   | 佐藤実絵子   | 大橋麻美子   | 週替わり     | 片山淳子     | 加藤由香     |
| 2019.12.2 | 2021.4.3   | 北野誠                | 北野誠                | 松岡亜矢子   | 佐藤実絵子   | 大橋麻美子   | 氏田朋子     | 片山淳子     | 加藤由香     |
| 2021.4.5  | 2021.12.31 | 北野誠                | 北野誠                | 松岡亜矢子   | 山内彩加     | 大橋麻美子   | 氏田朋子     | 片山淳子     | 加藤由香     |
| 2022.1.4  | 2022.3.31  | 北野誠                | 北野誠                | 松岡亜矢子   | 佐藤実絵子   | 大橋麻美子   | 氏田朋子     | 片山淳子     | 加藤由香     |
| 2022.4.1  | 2023.4.1   | 北野誠                | 北野誠                | 松岡亜矢子   | 佐藤実絵子   | 氏田朋子     | 山内彩加     | 大橋麻美子   | 加藤由香     |
| 2023.4.3  | 2025.3.29  | 北野誠                | 北野誠                | 大橋麻美子   | 佐藤実絵子   | 松岡亜矢子   | 山内彩加     | 氏田朋子     | 加藤由香     |

## タイムテーブル

### 北野誠のズバリ（月～金曜日）
○印はゲストなどがない場合はメッセージ紹介コーナーとなる。
☆印は、特別番組により短縮放送となった場合、優先的に放送されるコーナーを示す。
▲印の企画は、後の時間に期間限定企画やゲストが入ると時刻が繰り上げられる場合がある。
★印はYouTubeのCBCラジオ公式チャンネルにアップロードされている。
主な特別番組として、プロ野球中継『CBCドラゴンズスペシャル』（祝日に中日ドラゴンズ等の試合がデーゲームで開催される場合）など。また、放送時間が短い場合に北野が休む場合があり、その場合は戸井康成や河原崎達也らが代役として出演する。
- 13:00 オープニング☆
- 13:13 中日新聞ニュース☆
- 13:15 北野誠のズバリぶったぎり
  - 週刊誌や夕刊紙、ネットニュースなどの記事からニュースを取り上げ、北野が解説や意見を述べる。
- 13:25 ズバリもったいないキャンペーン/本日の蔵出しトピックス[注 11]
  - いずれも不定期で行うコーナー。メッセージ紹介や番組からのお知らせの時間に充てる場合が多い。
- 13:32 CBC 交通情報☆
- 13:36 はぴねすくらぶ ラジオショッピング
- 13:45 月 - 木 しろくじちゃんとアホロートルが昼下がりにほめるラジオ、金 朗読のヒロバ☆
  - JRNネットセールス枠。2023年3月までは月 - 木までTBSラジオ制作の番組を内包（ネット終了前は『朗読のミカタ』）。同年4月より自社制作となるが、JRNネットセールスのCM枠のみ内包番組開始前にネット。
  - 1月1日のニューイヤー駅伝中継（TBSラジオ制作）、2・3日の箱根駅伝中継（文化放送制作）の放送などによる年末年始編成などでズバリの放送が休止になる場合、JRNネットセールス枠の番組は同日17時19分に移動して単独番組として放送。
- 14:00 中日新聞ニュース
- 14:05 ジャパネットたかた ラジオショッピング
- 14:11 ズバリなっとく
  - 月 ズバリマネー相談室
    - 「小宇佐・針田FP事務所」所属のファイナンシャル・プランナーが出演。リスナーからの「お金」に関する疑問に答える。

  - 火 素朴な疑問相談室 聞きたい知りたい もらい隊
    - 『ツー快 - 』『ごごイチ』時代の「なんでも聞いてや」を踏襲したコーナー。リスナーから寄せられた素朴な疑問に答えつつ、プレゼントをもらう[注 12]。最近話題のお取り寄せグルメなどがネタになることが多い。
    - 6月と12月のスペシャルウィーク（レイティング期間）はこの企画を1～2週間通して行い、この期間はゲストや通常の企画が入っている以外の時間に、このコーナーが必ず1回は挟まる進行となる。

  - 水 ズバリ法律相談室
    - リスナーからの法律にまつわる質問をオリンピア法律事務所の弁護士に聞く[注 13]。生活上のトラブルなどの典型的な法律相談のみならず、最近のニュースや話題を法律家の観点から問うような内容も多い。2018年秋までは角田龍平が担当していた。

  - 木 大人電話相談室★
    - 『ツー快 - 』『ごごイチ』でも行っていたコーナー。大人の赤裸々な悩みに答える。下ネタが多い。

  - 金 中高年よろず相談室
    - 本郷赤門前クリニック院長で医師の吉田たかよしが、リスナーから寄せられた中高年の体や病気の悩みに答える。
- 14:20 ズバリの穴○ 月・水・金ロータスクラブ、木アクセル/ガリレオ提供
- 14:30 CBC 天気予報
- 14:32 CBC 交通情報
- 14:40 この曲を聞くと あの事を思い出す ▲
  - 思い出の曲のリクエストと、曲にまつわるエピソードを紹介する。後の時間に特別企画が入る時や休日特集時には放送しない事もある[注 14]。2023年夏頃から放送頻度がかなり減り、2023年10月頃の放送では北野が「まだやってたんですね、このコーナー」とつぶやく場面があった。2024年2月27日、数カ月ぶりに放送され、リスナーのエピソードと共にB'zのALONEが流れた。
- 14:45 ハートにズバリ ▲[15]
  - 月 教えてマミーゴ - 大橋が様々なスポットやイベントの体験レポートを送る。月末は「おつまみーご」と題して様々な酒のおつまみを紹介。
  - 火 佐藤実絵子の世界まるみえこ - グルメやファッションなど佐藤のアンテナに引っ掛かった最新の話題を紹介。
  - 水 松岡亜矢子の地元に聞いちゃうぞ☆ JA愛知みなみ提供　- 東海地方各地の最新の話題やあまり知られていないご当地情報などを紹介。
  - 木 山内彩加のあやカルチャー - 山内が最近気になる話題や見聞きしたエンタメについてトーク。
  - 金 ぶるまとタツオの金曜コラム★ - 紺野ぶるまとサンキュータツオが交互に登場する。紺野は近況フリートークに加え毎回ある単語でとくなぞかけを披露。タツオは面白い論文や学問の話題を伝える。
- 14:50 主に期間限定でスポンサータイアップの「○○にズバリ」のコーナーが入る。
  - 木 性の悩みにズバリ あかひげ薬局の提供で、性の悩みについて同社社長・内原茂樹が解決法をアドバイスする。採用者に同社商品・千人斬りを進呈。2023年12月28日放送分をもってコーナー終了となることが、当日の本コーナー放送後に告知された。
- 15:00 茶の間の新聞
- 15:14 快適生活 ラジオショッピング▲
- 15:20 ズバリ早耳タイムライン
  - 株価（日経平均、TOPIX）や為替の話題を伝える。2019年7月から2022年3月末はGMOクリック証券がスポンサーに入ったため東証が休場時も放送していた。
  - 2020年7月より、月曜は投資家YouTuber集団Zeppyのメンバーが電話出演。最新のトレンドや注目銘柄についてコメントする。9月からは投資に関わる様々なゲストと電話でトークする内容に。
- 15:22 3時にズバリ
  - 日替わりのコメンテーターによるラジオコラム。
  - 月 週替わり月1レギュラーが担当。
  - 火 松原タニシ★ 松原が気になるちょっとニッチでマニアックな話題の紹介や心霊スポットなどの体験レポートを送る。
  - 水 山本伸（投資家・マネーリサーチ代表） - 投資のプロである山本による市況分析・経済情報。
  - 木 阿曽山大噴火（大川興業所属、『裁判傍聴芸人』）  - 裁判傍聴記を中心に阿曽の気になるニュースを紹介。
  - 金 北野競馬ゼミナール▲ - 『ツー快 - 』『ごごイチ』時代にも放送していた、競馬予想コーナー。日曜日のJRAメインレースを主に予想する。タイトルコールで「日本一当たる!?」と謳っている。祝日で月曜日にJRAの開催があるときないしデーゲーム中継で番組短縮の際は、本日の蔵出しトピックスをこの企画に充てる時がある。
- 15:30 ヤマザキ 今日のとっておき〇
- 15:35 CBC 交通情報
- 15:40 日替わり企画☆
  - 水 中部だより[16] - CBCラジオの放送エリアである愛知・岐阜・三重で週末に行われるご当地イベントなどの話題を伝える。
  - 金 週末ゴルフにズバリ・北野誠の目指せ2ケタ - プロゴルファーのタケ小山をコーチに迎え、ゴルフのスコアが100を切れない北野へレッスンやアドバイスを行っている。
- 15:48 北野誠 真昼のBAR〇[注 15]
- 15:55 エンディング

### 北野誠のズバリ サタデー
- 9:00 オープニング
- 9:05 ズバリ週間ニュース
  - 今週のニュースから、北野とコメンテーターのトークを交えて数本をピックアップして紹介する。
- 9:20 中日新聞ニュース
- 9:23 北野誠の気になるニュース
- 9:30 天気予報
- 9:32 CBC 交通情報
- 9:35 快適生活 ラジオショッピング
- 9:45 今週のここ掘れニュース
  - 専門家の解説で、詳しくニュースを掘り下げる。
- 10:00 中日新聞ニュース
- 10:03 週間エンタメスポーツ
  - 戸井康成と今週の芸能、スポーツニュースについてトークする。
- 10:15 リフォームにズバリ
- 10:20 はぴねすくらぶ ラジオショッピング
- 10:27 ズバリこの人に聞きたい - 話題の本の著者など、今、北野が話を聞きたい人にインタビューする。
- 10:40 CBC 交通情報
- 10:50 （週替わりコメンテーターの）気になるニュース
  - 週替わりコメンテーターのうち、原・内田は11時までの出演。
- 11:00 中日新聞ニュース・天気予報
- 11:05 CBC 交通情報
- 11:08 工作員の潜入レポート
  - 番組工作員が体当たりで体験取材してきた内容を報告する。開始当初は酒井直斗の「酒井直斗の潜入レポート」であったが、工作太朗に交代し、「工作太朗の工作員潜入レポート」に改称。工作太朗が太廊に改名後は「番組工作員太廊の潜入レポート」に改称。太廊が2024年8月に急逝後は名古屋の芸人が交代で工作員を担当する。
- 11:20 中日信用金庫プレゼンツ であいふれあい探検隊 [1]
  - パーソナリティは加藤と、エコノミストの内田俊宏（中京大学経済学部客員教授）。東海地方に関する様々な話題を届ける。事前収録。２０２２年６月以降、加藤が休演に入ってからは内田が一人で進行している。
- 11:30 
  - あいち県政リポート（第2.4週）
- 11:35 エンディング

## マコ酒RUN

### 概要
企画名は、レストランやホテル等の評価を星の数で表すことで知られるガイドブック「ミシュランガイド」が元となっている。番組へ自薦で応募してきた居酒屋や飲食店に、北野がノーギャラで番組スタッフとともに公共交通機関で出掛け、自腹で飲み食いし、同じく自腹で参加するリスナーたちと毎回、愉快な酒宴を繰り広げている。番組ツイッターではその実況が、翌日放送のオープニングトークで、その模様が語られる。原則、毎週月曜日に開催。毎回番組向けの食べ放題・飲み放題コースが設定され、予算は概ね3000 - 4000円程度である。
企画開始当初の参加者は10名程度だったが、回を重ねるに従い参加希望者が増えたため、現在は開催日以前に開催店を告知し、事前に予約を受け付ける形を採っている。「常連リスナーばかりの参加で、他のリスナーが参加・予約が出来ない」の投書が多くなり、2014年1月からは一組につき最大4名までの予約となり、同年5月からは2週連続での参加が禁止されるようになった。基本的に、東海3県で開催されるため、参加者も東海地方在住のリスナーが多いが、過去に東京、長野、静岡、北海道などから参加したリスナーもいる。
2013年12月2日開催分で、通算100回、2016年1月25日で通算200回を達成した。2013年12月2日の放送で、北野が「初めは週2回の開催だったが、健康診断でγ-GTP（肝臓の機能）の数値が悪化したことが分かったため、開催のペースを落として現在の毎週月曜日開催に落ち着いた」と語っている。
毎夏のCBCラジオまつりでは会場の久屋大通公園に、当番組と、「Tokai Walker」のコラボイベント「マコ酒RUN広場」「マコ酒RUN横丁」を展開。当企画既参加店のみならず、未参加の飲食店がブースを出店した。
2020年3月より7月まで新型コロナウイルス感染症の拡大防止のため通常開催を見合わせた。その後7月13日（第396回）開催より、人数を通常の半分に参加対象を開催店のある県内に在住する人に限定して一時再開したものの、感染の再拡大を受け再びオンライン開催となる。
また、以下のような派生企画も行われている。

### 婚活マコ酒RUN
大人の番組リスナーたちに婚活の場を提供すべく企画された。以前からの参加者からのリクエストに応え、普段とは違い、事前応募・抽選で行われる。
- 第1回

2013年7月7日に開催。
- 第2回

2014年2月22日に実施予定であったが、北野が前日インフルエンザと診断されたため、延期。4月19日に改めて、開催の運びとなった。

### マコ酒RUN ゴルフコンペ
ゴルフコンペの後「マコ酒RUN」を行うイベント。
- 第1回

2014年2月15日に開催予定であったが、前日からの積雪のため延期。2014年3月23日の開催となった。会場は愛知県豊田市の京和カントリークラブ。
- 第2回

2014年8月17日開催。会場は三重県津市の榊原温泉ゴルフクラブ。会場に前泊する参加プランが用意された。
以後、大晦日スペシャル前日の12月30日をはじめ、3月末や夏休みなど概ね年2～3回開催しており、2017年末で13回を数える番組の恒例行事となった。会場は先述の京和・榊原温泉や明智ゴルフ倶楽部が多く使われている。新型コロナウィルス流行でリスナーが参加できるイベントの開催が軒並み見合わせになる中、このイベントは感染対策をなされた上で続けられている。

### ボウリング マコ酒RUN
ボウリング大会とマコ酒RUNを続けて行うイベント。過去の開催は第6回を除いてボウリング会場は名古屋市中区のスポルト名古屋、マコ酒RUN会場は千種区の名古屋ビール園浩陽園。第5回のみボウリング会場を星ヶ丘ボウルとした。第1回は2014年12月7日で、以降スペシャルウィーク前の6月、12月の年2回ペースで開催されている。第5回からは上級者向けの「マイボール部門」を一般参加者と分ける形で設置。北野以外に火曜アシスタントの佐藤実絵子や快適生活ラジオショッピング出演の村井忠大、戸井康成らも出演している。

### マコ酒RUNバスツアー
- 第1回 - 2016年9月4日に実施。目的地は岐阜県美濃市・関市。
- 第2回 - 2017年4月22・23日に実施。目的地は京都。
- 第3回 - 2017年11月11・12日実施。目的地は神戸。

### オンラインマコ酒RUN
新型コロナウィルス感染症の流行のため2020年3月から通常開催が控えられてきた中、2020年4月24日（金）からSkypeを利用して行った。制限付きながら実店舗での開催が再開されたため7月7日（火）で一旦終了するが、愛知県を始めとした放送エリア内の感染者増を受け7月27日（月）より再度オンライン開催となった。また、CBC社内の通信環境を考慮して8月24日開催分から利用ソフトをZoomに変更する。

## 期間限定企画
特定の時期の恒例企画など、主に複数回放送されたものを挙げる。

### スポンサー協賛企画
- 熱中症予防/冬の健康リスクにズバリ - 伊藤園「健康ミネラル麦茶」の協賛企画でタイトルは時期・回によって異なる。夏は熱中症について、冬は乾燥による脱水などについて水曜14:50頃に4週ほどにわたって放送してきた。2021年度は土曜10:45頃に時間を移し同趣旨のコーナーを放送。
- 予想気温にズバリ - 「熱中症予防にズバリ」に派生して、2018年より行われているリスナー参加のクイズ企画。放送日の午後2時台の天気予報[注 19]で発表される最新の気温が基準の気温[注 20]より上か下かを予想し、正解者に伊藤園の「健康ミネラル麦茶」をプレゼントする。
  - 2018.19年は7月末から8月上旬に行っていたが、2020年は期間を前倒しし5月1日から開始した。当初は6月30日までの実施と告知していたが、7月1日分から基準の気温を35度に変更して8月31日まで[23]、2021年は5月6日から28日まで実施した後、7月1日から8月31日にも実施。2022年度は7月1日から8月31日に実施。
  - 予想湿度にズバリ - 夏季の温度予想の要領で午後2時台の天気予報で発表される湿度を予想。[24]天気予報放送時に30％より湿度が上か下かを問題とした。期間は2020年度が2020年12月1日から翌2021年1月29日、2021年度は2021年12月1日から2022年1月31日。
- 国民年金にズバリ - 愛知県国民年金基金の提供で、年金にまつわる話題を伝える。
- 税金にズバリ - 確定申告の時期に放送。名古屋税理士会の提供で、納税にまつわる疑問や話題を伝える。
- 快適生活特番 - 15時台の1時間を丸ごと快適生活ラジオショッピングの特番として放送、毎回8品前後の商品を紹介する。例年11.12月に数回企画されるほか、他の季節にも編成される事がある。北野とアシスタントに加え、2021年12月までは毎回村井忠大がショッピングキャスターとしてCBCのスタジオに登場していた。当特番がある場合、15時台後半の企画[注 21]は14時台後半に時間変更となる。
- 菓子パンにズバリ・ヤマザキパンのスイーツにズバリ - ヤマザキパン協賛の一週間通し企画。各曜日アシスタントがお薦めのヤマザキの菓子パンをプレゼンし、北野が一番気に入ったパンは何だったかリスナーが予想する。2021年はヤマザキのスイーツ商品をお薦めする企画に変更。２０２２年７月にも実施。
- つぎの快適をつくろう・CORONAにズバリ - 2019年11月の水曜日と2020年の11月17日～12月8日の火曜日に放送。ストーブやファンヒーターを手掛けるCORONAの魅力に迫る企画。
- モスバーガーにズバリ - 2021年7月と11月から12月、２０２２年8月の金曜14:50に各4回放送。モスバーガー店舗の店長をゲストに迎え、おすすめ商品について話を聞く。

### 競馬企画
JRA・中京競馬場のスポンサードで主に競走の開催週に1週間に亘って関連企画を放送している。
- 有馬記念にズバリ - 2012年は北野のほか、元・月曜日アシスタントの夏目みな美、宮部和裕（CBCアナウンサー）が出演して「CBC LOVEARTH」からの公開生放送を行った[25]。以後の年もゲストを交えるなどして過去の振り返りや予想などを行っている。
- CBC賞にズバリ

## 特番・公開放送など

### 大晦日スペシャル
番組開始以来、大晦日に長時間特番を放送している。毎年、以下の企画とメッセージ紹介、いっしょに歌お！CBCラジオ今年の推薦曲・レポートドライバーらによる中継を交えながら送る。
- 大人電話相談室リターンズ

過去に登場した相談者に再度電話出演してもらい、出演後どうなったかを聞く。
- （今年のニュース）ズバリぶった斬り

1年間のニュースの中から番組が選んだ重大ニュースについて喋る。

#### 2012年
午前7時 - 午後4時半に放送。北野、氏田、原弁護士（午後のみ）、沢（中継）が出演。nobodyknows+、河原崎辰也がゲスト出演。以下の企画のほか、「いっしょに歌お!CBCラジオ」推薦曲に選ばれた冨田麗香、ティーナ・カリーナ、吉田山田と、電話でトークを繰り広げた。
- 没メッセージ供養

番組で紹介できなかったメッセージの紹介。
- 元気の秘訣! 健康一押し

レギュラー放送同様、鍼灸師のこやぶ先生を迎え、年末年始で疲れ気味の胃腸を癒すツボを伝授。原弁護士と、こやぶ先生はこれが初共演。

#### 2013年
前年より30分長い、午前7時 - 午後5時の10時間生放送。北野、氏田、原（午後のみ）、沢（中継）、村瀬みちゃこが出演。河原崎辰也、吉田山田、nobodyknows+、酒井直斗、ヌーボーロマン、ティーナ・カリーナ（電話）がゲスト出演。大人電話相談室リターンズでは、2013年に登場した相談者に加え、前年にも登場した「ある悩み」を抱えたリスナーのその後の一年も聞いた。。
- みちゃこの共感できるかな?

月曜レギュラーの同コーナーで訪れた「共感スポット」の年間ベスト5を発表。
- おーい! 山ちゃん

9月まで放送された、同コーナーが復活。2013年の芸能ニュースを振り返った。
さらに「巳年から午年へ」をテーマとした、沢朋宏の中継コーナー、リスナーから募集する「私の重大ニュース」で構成。

#### 2014年
前年に続き、朝7時 - 夕方5時の10時間生放送。今回も北野と氏田の進行で、この年からは各時間帯で入れ替わり立ち替わりゲストが加わってのトークが中心の構成に。
- 午前中は金曜レギュラーの原（8 - 11時台）に加え、河原崎（11時台）村瀬（7・8時台）が出演。
- 午後は、大川興業・大川豊総裁が1・2時台、「おっ三ラジオ」で北野と共演する井上トシユキと戸井康成が3・4時台に出演。[注 22]
- 8時台には今回のCBCラジオ年末年始特別編成通しての企画の一環として、ミニドキュメント「10人のこどもたち」を放送。子だくさんで知られる番組の名物リスナーに密着した。
- 中継ではレポートドライバー・吉村史織が年越しと迎春準備に必要なものを買い出しに予算30000円を持ってお出かけ。

#### 2015年
全編出演は北野と青木の2人。前年に続いて、大川興業・大川総裁（13・14時台）の他レギュラーの原（8時台後半 - 11時台）、井上・戸井（15・16時台）に加え大晦日特番皆勤の河原崎（11時台）が各時間帯に出演。

#### 2016年
番組史上最長、朝7時から夕方6時までの11時間生放送。初めての土曜日の放送だが、ズバリサタデーではなくズバリ平日版の内容に沿った例年通りの構成に。7～11時台のアシスタントは松岡、13時以降は氏田が務めた。各時間帯のゲストとして酒井（7・8時台）、河原崎（9～11）、大川（13・14）、井上・戸井（15～17）。企画・コーナーでは、ニュースぶったぎりが各ゲストの個人的な出来事・語りたいニュースを取り上げる型式、レポドラ中継は、「制服を着て大晦日でも働いている人たちにエールを送る」。

#### 2017年
朝7時から午後5時半までの10時間半、初の日曜日の放送。出演は北野、松岡（午前）、氏田（午後）、酒井（７・８）、松原（９～11）、大川（11～15時前）、井上・戸井（15時前～17）。レポドラ中継は流行語となった「インスタ映え」するモノがテーマに。16時にはゲストで７☆３が出演した。

#### 2018年
朝7時から午後5時までの10時間放送。出演は北野、松岡（午前）に加え午後担当として大橋が初参加。各時間帯のゲストには工作太朗（７時台）、角田（８～９時半）、河原崎・松原（９時半～11時台）、大川（13・14）、井上・戸井（15・16）。中継はヒットドラマ「おっさんずラブ」にちなんで東海地方のおじさまをレポドラが訪ねた。また、7時台にはパーソナリティと全くの同姓同名である北野誠（元カマタマーレ讃岐監督）と電話対談を行った。

#### 2019年
朝7時から午後5時までの10時間放送。出演は北野、松岡（午前）、氏田（午後）、工作（7時台）、原（8時台）、河原崎・松原（９～11時台）、大川（13・14）、井上・戸井（15・16）。レポドラ中継はラグビーW杯にちなんで「Let's try」をテーマに様々な事に取り組んでいる人たちを訪ねた。

#### 2020年
朝7時から午後5時までの10時間放送。出演は北野、松岡（午前）、大橋（午後）、戸井（7・8）、原（9時台）、松原タニシ・美穂（10・11）、大川・工作（13時～14時台前半）、河原崎（14時台後半～15時台前半）、井上（15時台後半～最後まで）。中継は金曜中継担当の榊原がもったいないキャンペーン電話出演者を訪問。

#### 2021年
朝7時から午後5時までの10時間放送。出演は北野、松岡（午前）、氏田（午後）、太廊（7・8時台）、原（8・９）、河原﨑・松原（10・11）、大川（13・14）、戸井（14・15）、水道橋（15・16）。中継担当は前年に続き榊原。

#### 2022年
朝7時から午後16時15分に放送。

#### 2023年
朝10時から午後5時に放送。
2024年
朝7時から午後5時に放送。

### 特集
- ダンシングヒーロー盆踊り大調査隊

2013年8月16日放送。番組に寄せられた投稿「うちの町内会では荻野目洋子のヒット曲『ダンシング・ヒーロー』で、盆踊りを踊っている」をきっかけに、事の起こりから今に至るまでの様々な話題を、事前取材と生中継を交え、番組全編に渡って取り上げた。
出演は小堀勝啓と小高直子（CBCアナウンサー）、レポーターは沢朋宏と松岡亜矢子で、事前取材も行っている。
- 歳末助け合い! さあ みんなで考えよう! 私たちのセックスレス

2014年12月11日放送。以前番組で大きな反響があった「セックスレス」について特集する。ゲストは、後にレギュラーとなる循環器科専門医・石蔵文信教授。
- 缶詰の謎に迫る（2020年6月6日）

2020年6月のスペシャルウィーク特別企画。コロナ禍で大きく需要が伸びた缶詰について、缶詰博士として知られる黒川勇人に話を聞く。

#### 怪談特集
当初はお盆の特別企画で、「怪談てんこ盛り」のタイトルで毎夏に放送している。年々放送回数も増えており、2020年は1週間通しての企画となった。火曜レギュラーの松原タニシのほか、番組や北野ゆかりのゲストらが持ち寄ったとっておきの怪談やリスナーが体験した怖い話をたっぷりと紹介した。2020年からは番組公式YouTubeチャンネルにほぼ全編をアップしており、いずれも高いアクセス数を獲得。２０２０年以降、夏季以外にも休日特集で頻繁に怪談師のゲストを迎えている。
- 2020年は8月10日（月）渡辺裕薫（シンデレラエキスプレス）・長谷雄蓮華（大法寺住職”ラジ和尚”）、11日（火）松原・田中俊行（オカルトコレクター）、12日（水）中山功太（R-1ぐらんぷり2009王者）、13日（木）中山市朗（怪異収集家）、14日（金）竹内義和を連日ゲストに迎えた。
  - 2020年11月23日（月）には休日特集として、ゲストに怪談図書館の館長・桜井伸也をゲストに迎え「晩秋の怪談特集」を放送。桜井が持ち込んだ心霊写真を見ながらそれにまつわる怪談を語っていった。
- 2021年も前年に引き続き月～金の連日に放送。ゲストは夜馬裕、田中、吉田悠軌、中山、ありがとう・ぁみ。
  - 2021年11月3日（水）は語り部・匠平をゲストに迎え休日特集「新栄霜月怪談」を放送。
- 2022年は8月8日（月）から週をまたいで16日（火）まで計6回放送。ゲストは（8/8）三木大雲（8/10）宇津呂鹿太郎（8/12）シンプレ渡辺（8/15）中山。
  - 途中9日は出演予定だった田中が新型コロナ感染で休演、11日はデーゲーム中継のため短縮バージョンとなり投稿怪談のみの紹介、16日は過去に寄せられた投稿怪談を一挙紹介。さらに、ズバリサタデー（13日）も「お盆企画・江戸の4大怪談研究スペシャル」と銘打ちライターの櫻庭由紀子をゲストに迎えた。

### 休日特集
平日版では当初3時間の通し企画を組んでいたが、のちに一組のゲストを迎えてのロングトークとなることが多くなった。一方サタデーでは2018年以降平日に行っていたような休日特集や特別企画を組むケースが増えた。
- 小堀勝啓のB級ソング グランプリ（2013年11月4日）

現在有名になった芸能人がかつて発売していた「珍曲」や、埋れているが際立つ特徴を持っている「迷曲」を番組全編にわたって紹介。ナビゲーターとして、B級ソングに詳しい小堀がゲスト出演。
- やしきたかじん追悼特集（2014年1月13日）

北野が公私ともに縁深かった故人を偲び、生前の代表曲をかけながら、数々のエピソードを紹介した。
CBCラジオで1980年代前半にパーソナリティを務めていた、音楽番組『土曜天国』の音源も放送された。
- オヤジのためのおすすめビデオ特集（2014年7月21日）

ゲストの井上トシユキが選んだ、夏休みに大人に見てほしい映画・Vシネマなどを紹介。紹介作の多くはいわゆるカルトムービーで、残酷描写で知られるホラー作品だった。
- プレおっ三ラジオ（2014年9月23日）

10月改編でスタートする「おっ三ラジオ」のキャスト、北野、井上トシユキ、戸井康成の3名がスタジオに揃い、番組の試運転としての鼎談を繰り広げた。
- 大人の社会科見学! 裁判所へ行こう（2015年1月12日）

裁判傍聴芸人の阿曽山大噴火を迎え、印象的な裁判のエピソードを聞く。
- 大人の社会科見学第2弾 スナック編（2015年2月11日）

全日本スナック連盟会長の玉袋筋太郎（浅草キッド）を迎え、 スナックの魅力を語り尽くす。
- 徳川家康没後400年記念！天下獲りの極意とは（2016年4月29日）

名古屋おもてなし武将隊の徳川家康公を迎え、豊臣秀吉を慕う大阪人代表の北野誠と関ヶ原の合戦、大坂冬の陣、大坂夏の陣などについて語り合う。
- 大人の社会勉強スペシャル・ヘンな論文特集（2018年5月5日）【サタデー】

サタデーでは初めての休日特集。サンキュータツオを迎え、著書「ヘンな論文」「もっとヘンな論文」に収録されたユニークな研究・論文についてトーク。

- コロナに負けるな!北野誠の人脈リレー（2020年4月29日）

北野と親交のあるアーティストに次々と電話でインタビューする。出演は根本要、ティーナ・カリーナ、円広志、大友康平、嘉門タツオ。
- 歴史の裏話特集（2020年5月2日）【サタデー】

歴史家・作家の賀来耕三をゲストに迎え、坂本龍馬、聖徳太子、宮本武蔵、忠臣蔵などの有名な日本史の人物・エピソードにまつわる斬新な解釈を聞く。
- お盆特別企画・ゾンビに学べ（2020年8月15日）【サタデー】

「大学で学ぶゾンビ学」著者の近畿大学・岡本健准教授とZoomでつないで”ゾンビ学”についてたっぷり話を聞く。
- 年末スペシャル・明石家さんま大研究（2020年12月26日）【サタデー】

「明石家さんまヒストリー」第1巻を上梓したライターでさんま研究家のエムカクを迎える。
- 新春スペシャル・昭和の興行師に迫る（2021年1月9日）【サタデー】

新刊「沢村忠に真空を飛ばせた男・昭和のプロモーター野口修評伝」を上梓した作家の細田昌志をゲストに迎え、著書にまつわる話を聞く。
- お盆特別企画・日本史の悪人たちの素顔に迫る（2021年8月14日）【サタデー】

日本の歴史作家・歴史研究家の河合敦を迎える。
- 1984年の歌謡曲（2021年11月23日）

ゲストに音楽評論家のスージー鈴木を迎え、鈴木が1984年を代表する8曲を選曲し解説。この日は毎年恒例の「おまえら、行くな。」ロケに伴う北野のピンチヒッター回であり、初の北野不在での休日特集となった。
- 終活リレートーク・どてらい奴ら（2022年3月21日）

CBCラジオ毎春恒例の「春の終活文化祭」の連動企画として放送。北野と所縁のある、関西出身・在住のシニアになっても活躍する面々と電話でトーク。出演は浜村淳、近藤光史、嘉門タツオ、桂南光、桂雀々、海原はるか、キダ・タロー。
- ゴールデンウィーク特別企画「鎌倉時代に迫る」（2022年5月7日）【サタデー】

歴史作家・河合敦を迎え、大河ドラマ「鎌倉殿の13人」でも話題になっている鎌倉時代を掘り下げる。

#### ゲスト
2017年秋以降は一人のゲストと全編にわたってトークすることが多くなった。
- 当初は、チキチキジョニー、代走みつくに、アルミカン、かみじょうたけし、船木誠勝ら松竹芸能のタレントがキャスティングされていた。その後は事務所にかかわらず様々なゲストが登場している。

| ゲスト       | 放送日        | 備考                               |
| ------------ | ------------- | ---------------------------------- |
| 中川翔子     |               | タレント・北野と父勝彦が親友だった |
| 大友康平     |               | ミュージシャン                     |
| 及川眠子     |               | 作詞家                             |
| 玉袋筋太郎   | 2020年2月24日 | タレント                           |
| 天童なこ     | 2020年3月20日 | 競馬タレント                       |
| チョップリン | 2020年7月24日 | お笑いコンビ（元・松竹芸能）       |
| 三上丈晴     | 2020年9月22日 | 月刊ムー5代目編集長                |
| 松原美穂     | 2020年9月29日 | 歌手・女優・松原タニシの実姉       |
| 岩井志麻子   | 2021年7月23日 | 作家                               |
| 吉田勝次     | 2022年1月10日 | 洞窟探検家                         |
| 大槻ケンヂ   | 2022年2月11日 | ミュージシャン                     |
| 角田信朗     | 2022年7月18日 | 空手家                             |
| オール巨人   | 2022年7月22日 | 漫才師                             |
| 都市ボーイズ | 2022年9月23日 | 怪奇トークユニット                 |

#### 人に歴史あり/地元の企業にズバリ
前述のゲストとはまた別に、主に芸能人以外のゲストを迎えてたっぷりと話を聞くという趣旨で最初は「人に歴史あり」というタイトルでスタート。その後、2021年に入ってからはほぼ同じ趣旨で「地元の企業にズバリ」として放送されている。3時間を通して出演の場合もあれば、平日15時台後半のみの時もある。
| 放送日           | 企業         | 出演               | 備考                   |
| ---------------- | ------------ | ------------------ | ---------------------- |
| 2020年9月21日    | あかひげ薬局 | 内原茂樹           | 創業者                 |
| 2021年1月11日    | 松坂屋       | 小山真人・山田紀子 | 名古屋店店長・広報担当 |
| 2021年２月１１日 | 青柳総本家   | 後藤稔貴           | 取締役                 |
| 2021年2月23日    | コメ兵       | 石原卓児           | 社長                   |
| 2021年7月22日    | 坂角総本舗   | 山田弥生           | マーケティング部       |

### radiko 1dayスペシャル
2020年2月1日（土）9:00～19:00に放送。10周年を迎えるradikoのPRのため企画された。ゲストに中川翔子、安田大サーカス、井上トシユキ、戸井康成、竹内義和、角田龍平。番組の一部で初めてradikoと地上波で別の内容を放送する試みが行われた。

### 北野誠のズバリ サンデー
2013年12月まで、日曜8:10 - 8:20に放送。水・金曜日の「ズバリなっとく」（ズバリ マネー相談室、ズバリ法律相談室）の内容を再放送していた。案内役は、氏田朋子が担当した。

### 北野誠の新栄水無月怪談
『ドラ魂ワイド』のスペシャル企画として2020年6月11日に放送。出演は北野、松原、松岡。北野と松原がMBSラジオで2015年から出演している『北野誠の茶屋町怪談』シリーズのCBCラジオバージョン。北野らと親交のある全国の怪談師らと電話をつないで、とっておきの怪談を披露してもらう。

### キリン特番

#### 本麒麟プレゼンツ・オンライン家飲みスペシャル
2020年9月5日放送（21:00～22:00）。Zoomを使った番組出演者によるオンライン飲み会風のトーク番組で、スポンサー・キリンビールの人気商品「本麒麟」をお供に普段番組で話せない話や、とっておきのお宝などについてトークを繰り広げた。出演は北野（CBCスタジオ）、氏田（東京）、戸井（名古屋）、河原崎（名古屋）。放送終了後の9月13日からYouTubeのCBCラジオ公式チャンネルでZoomでの映像や番組未公開部分も収録した動画が限定公開される。

#### 一番搾りプレゼンツ・ふたり酒スペシャル
2020年10月24日放送（18:30～19:30）。北野とスペシャルゲストが一番搾りを酌み交わしながら対談するトーク番組。ゲストは友近と玉袋筋太郎。

## イベント

### CBCラジオ夏まつり
- キリンビールが協賛する飲食ブース「マコ酒RUN広場/横丁」を展開している。参加店はマコ酒RUNの開催店が中心で、先払いチケット制が導入されている。
- 前身のイベント以来、長年土曜・日曜の開催だった当イベントで金曜に”前夜祭”と称してプレイベントを始めた。当初は非公式な色合いが強く番組内でしかアナウンスされていなかったが、やがて夏まつりの公式サイトやリーフレットでも掲載するようになっている。
  - マコ酒RUNの常連店「バー・イースト」と北野、佐藤らで組んだ当イベント限定のバンドによる”替え歌”などの歌唱や、放送では話せない内容のトークなどをエンゼル広場で繰り広げる。また、マコ酒RUNブースと番組グッズの販売ブースは前夜祭からオープンする。
- 番組のステージイベントは、エンゼル広場でのイベントのトリに河原崎達也をゲストに迎えて北野と2ショットでのトーク＆アコースティックライブが恒例となっている。

#### ネットで夏まつり
- 新型コロナウィルス感染症の影響で2020年は7月25日・26日に「CBCラジオ ネットで夏まつり2020」と題して通常開催に代えてオンラインでの開催となった。グッズはCBCオンラインショップでの販売となり、YouTubeLiveとラジオとのサイマルで北野・松原・松岡出演による「北野誠の新栄真夏の怪談」を放送した。
- 2021年に引き続き「CBCラジオ ネットで夏まつり2021」として実施。この年の企画は「ワッショイ田原祭り」で、北野・松岡・工作太朗が出演。

##### ネットで秋まつり
- 久しぶりの秋まつり[注 25]が11月7日・8日には「CBCラジオ ネットで秋まつり2020」として夏に続いてオンラインで開催された。この回は松村邦洋をゲストに迎えたYouTubeLiveとラジオのサイマル企画「武将めしスペシャル」を放送したほか、火曜レギュラー・松原タニシの姉松原美穂が歌うCD「治してあげる」のオンライン通販を行った。

### ズバリ一番搾り
- 木曜15時台のコーナーと同名で、番組出演者とリスナーのふれあいイベントを主に春から秋にかけて行っている。会場は放送エリア内のショッピングモールで、会場でキリン製品を購入した人にはサービスがある。

## 番組グッズ
- 大人の妖怪ステッカー

番組内で生れた「大人の妖怪」シリーズの中から人気が高かった「ゆびなめ」「カマカケババア」「油断じじい」を、名古屋市在住のイラストレーター、おたまじゃくしによりイラスト化。
2014年開催の「CBCラジオ夏まつり2014」にて、当時流行していた『妖怪ウォッチ』に便乗する形で発売。
翌2015年開催の「CBCラジオ夏まつり2015」では、先の3種類に「キャバ霊」「えんちょう先生」「修羅バー」が追加発売された。
- 「空想幻想妄想[43]」Tシャツ

2015年開催の「北野誠のズバリ 1000人の大前夜祭」「CBCラジオ秋まつり2015」で発売。
番組内の北野誠の名言を、書道師範の免許を持つ佐藤実絵子が毛筆で書いている。
- 「空想幻想妄想」「家庭では死んでないのに地縛霊[45]」タオル

2016年開催の「北野誠のズバリ 1000人のジャストナウ！まつり」で発売。
番組内の北野の名言を、佐藤が毛筆で書いている。
- 「おしゃピク[47]」Tシャツ

2016年開催の「北野誠のズバリ 1000人のジャストナウ！まつり」で発売。
「おしゃれピクニック」の略語。2016年4月20日の「阿部ナビ」のコーナーで紹介したところ、北野の強引なボケにより間違ったイメージで定着してしまい、番組では「黒歴史」扱いとなっている。
Tシャツの文字は、佐藤が毛筆で書いている。

## コラボ商品
- 北野誠のズバリ スイーツ
  - 夏目みな美プロデュース「フルーツとプリンムースのタルト」
  - 氏田朋子プロデュース「まるごとプリンシュー」

2012年8月21日 - 9月3日発売。
夏目と氏田が「なめらかプリン」でおなじみの洋菓子店・パステル監修のもと、コンビニエンスストアのローソンと共同開発。
期間内の販売個数が競われ、結果発表は公平を期すため、CBC本館「ラヴァース」で北野とリスナーの立会いのもと行われた。

## YouTubeチャンネル
- 番組初期、映像付きでフリートークの模様を収録していたほか、大人電話相談室のアーカイブを配信していたが、半年ほどで中断。
- 2019年以降、北野が番組の音声が無断でアップロードされる事例が後を絶たないのを憂いて、違法ユーザーらに対抗する意図で自ら正式に公開していこうという考えに至り、番組の音声のアップロードを再開した。
- 2021年7月20日より、それまで番組の音声を公開していたCBCラジオ公式チャンネルから番組単独の公式チャンネルを独立させそちらで過去に公開した音源を再アップロードした。これ以降は番組の音声は番組チャンネルで公開していく予定。
- 当番組以外にCBCラジオで北野が出演する番組「北野誠の深夜の雑談」や、当番組とプロデューサーが同じツレよる「酒井松原」などの音声も番組チャンネルで公開している。

## その他
- 番組タイトルコールおよびジングルでは、番組名の前に『本音トークラジオ 』（平日）『週末ニュースいじり』『ニュースにお触り』（土曜）を付けている。新聞のラテ欄、番組ロゴ、CBC公式ホームページなどでは使われていない。
- CBCラジオの公式ホームページ、Twitter、LINEで、番組の公式ページ・アカウントを展開している。HPはマコ酒RUN、金曜中継のリポート、ゲストとの写真[注 27]、Twitterはマコ酒RUNの実況、予約締切のアナウンス、LINEは当日のメッセージテーマの事前告知と使い分けられている。
- オープニング テーマ曲は『俺の妹がこんなに可愛いわけがない オリジナル サウンドトラック』より「くぁwせdrftgyふじこlp」。

「街角ステーション」(金)のコーナーBGMは『俺の妹がこんなに可愛いわけがない オリジナル サウンドトラック』より「wktk」。
- 番組に出演するゲストは、開始当初は「真昼のBAR」(稀に、本日の蔵出しトピックス)の1コーナーのみの出演だったが、大川豊は土曜のレギュラー出演以前は平日版で番組オープニング～エンディングまで、インフォマーシャルやニュースを除いて番組全編に毎回 出演していた。ゲストが出演する決まったコーナーは現在は無く、本日の蔵出しトピックスと2時台の時報前の時間帯、3時にズバリ～今日のとっておきの間などに入ることが多い。
- CBCラジオの平日午後ワイドは長らく、系列局のネットないし自社制作の録音番組の内包が多かったが、当番組スタートと同じタイミングで『いくよ・くるよのもうかりまっか?』『日本列島ほっと通信』『サウンド・キャッチ』が終了。『小沢昭一の小沢昭一的こころ』が午後12時台へ移動したため、かつてのように「録音番組の間を縫って、窮々と進行する」時間帯は無くなった。当番組15時台は前番組時、60分間に「ほっと通信」「ドライバーズ・リクエスト」「小沢昭一」、録音の「CBC iShop ラジオショッピング」を放送していたが、他時間へ移動、または終了したため、番組開始後に、コーナーが追加できるほど[注 28]の余裕のある進行に変わっている。
- 本日の蔵出しトピックスは『ダイマル・ラケットのみんなの歌謡曲』以来、続いて来た インフォマーシャル番組の流れを受け継いで、北野と曜日別のアシスタントによる掛け合いCMを放送して来たが、2020年3月下旬より、ACジャパンのCMに差し替えられ、4月1日からはCMを放送しなくなった。終了のアナウンスは特に無いが、一連のインフォマーシャルは52年3か月で幕を下ろした[注 29][注 30]。
- 2015年6月30日（火）は、前日の出演後滞泊していた月曜日レギュラーの井上が、東海道新幹線で起きた焼身自殺事件（東海道新幹線火災事件[51]）に伴う運転見合わせで足止めをくらい、急遽連日の出演となった。
- 2015年6月の聴取率調査で、番組開始以来、初となる単独首位を獲得した[52]。
- 2018年6月18日（月）は、朝に発生した地震で東海道新幹線が不通となったため、北野がCBC東京支社から、井上が京都から電話で出演し、本社スタジオにピンチヒッターとして河原﨑達也が出演した。
- 2020年9月29日のゲスト・松原美穂の持ち歌『治してあげる』を番組独自の推薦曲として、「いっしょに歌わない！CBCラジオ～ズバリだけの歌」に認定。2020年10月から11月まで、番組内のみでヘビーローテーションし、CBCラジオ・ネットで秋まつりでCDの通信販売を行った。
- 2023年1月19日(木)放送で、カゴメの通販が流れた際、カゴメの電話担当が「北野武のズバリ！」と誤って言ってしまい、ハートにズバリ前に北野が「お聞きの放送はCBCラジオ　北野武のズバリです！」と自虐、アシスタントの山内アナが大爆笑していた。
- 2024年3月25日（月）は、豊橋FM補完中継局の開局を記念して、同時に豊橋FM補完中継局を開局した東海ラジオの『OH! MY CHANNEL!』と同時生放送を行った[53]。

### どんぶらこ軍団
番組リスナーのことは「どんぶらこ軍団」と呼ばれている。これは、平日昼の番組であるためリスナーに痛風・高血圧・糖尿病など成人病を患った中高年が多く、それらの太ったおっちゃんリスナーが川に浮かんで流れてくる様子から命名された。

### 新型コロナウィルス流行の影響
緊急事態宣言が発令され不要不急の外出や県をまたいでの移動の自粛が求められたのを受け、出演者や企画の変更があった。

#### 北野の感染と代演
2021年9月21日の放送後に北野が抗原検査で陽性と診断され、翌22日以降に北野と濃厚接触者及びその疑いのある番組出演者に代役が立てられた。北野は翌10月6日（水）の放送で復帰。
- 北野代演 - 河原崎達也（9/22-24、27、29、30、10/5）、塩見啓一（9/25；サタデー）、戸井康成（9/28、10/1、4）、水道橋博士（10/2;サタデー）
- 大橋代演 - 松岡亜矢子（9/22）
- 山内代演 - 松岡（9/28）、大橋（10/5）

#### 氏田・片山の代演
アシスタントで東京在住の氏田朋子（木曜担当）と大阪在住の片山淳子（金曜担当）は宣言発出時及びその後の移動自粛期間は出演を見合わせ、愛知県在住のレギュラー出演者を中心とした代役が立てられた。

##### 最初の緊急事態宣言発出時
- 氏田代演 - 大橋麻美子（4/16、30、5/14、28、6/11）、佐藤実絵子（4/9、23、5/7、21、6/4、18）
- 片山代演 - 松岡（4/17、24、5/1、8、15、22、29）

##### 第3波での宣言発出時
- 氏田代演 - 大橋（1/14、21、2/11、25、3/11）、松岡（1/28、2/4、18、3/4、18）
- 片山代演 - 佐藤（1/22、2/5、19）、加藤由香（2/12、26）、柳沢彩美（1/15）、山内彩加（1/29）

##### 第4波での宣言発出時
- 氏田代演 - 松岡（4/29、5/6、13、20、27、6/3、10、17）
- 片山代演 - 大橋（4/30、5/7、21、6/4、11）、加藤（5/14、28、6/18）

##### 第5波の宣言発出時
- 氏田代演 - 山内（7/15、9/9）、大橋（7/22、8/19、9/2）、加藤（7/29）、松岡（8/5、26、9/16）、清水藍（9/23、30）
- 片山代演 - 加藤（8/6、20、27、9/10、24）、佐藤（9/3）、大橋（9/17）

##### 第6波での対応
- 片山代演 - 高田寛之（1/21）、加藤（1/28）

コメンテーター陣では井上トシユキ（2021年3月まで・東京在住、月曜・土曜）・大川豊（東京在住、最終土曜）はCBC東京スタジオから、松原タニシ（関西在住、火曜）は最初の宣言時は電話で「3時にズバリ」のみ、2度目以降はリモートで全編に出演した。
- 2021年4月からの新コメンテーター陣では、浅草キッドの二人（月曜・玉袋筋太郎、土曜・水道橋博士）は宣言発出時には東京スタジオからの出演となり、また玉袋は井上の時とは異なって番組全編に出演、16時の時報の間に同様に東京スタジオから出演する後番組の大谷ノブ彦と大急ぎで入れ替わる格好となった。
- 2021年の「怪談特集」では宣言が発出されている関東・関西在住のゲストをキャスティングしたが、全て事前にPCR検査を受けて陰性であることを確認してから名古屋でのスタジオ出演に臨んだ。また、出演を見合わせていた氏田と片山も同様に陰性確認の上でこの週のみ名古屋でのスタジオ生出演を果たした。

#### その他の対応
- 北野は最初の宣言発表時は水曜のラジオNIKKEI出演をCBCラジオからのリモート出演に切り替え、サタデー出演後の帰京を控え名古屋に留まったが、4月29日（水）の本番後に東京へ戻りラジオNIKKKEI「北野誠のとことん投資やりまっせ」に出演した。その後30日・5月1日はCBC東京スタジオからの出演となり、名古屋の本社スタジオには河原﨑が助っ人として登場した。さらに5月4日～6日はデーゲーム中継で番組短縮の予定だったため予め欠席を決めていたが、番組自体は短縮せず通常通り放送するものの北野はそのまま欠席し河原崎と戸井が代役を務め、7日（木）より名古屋での放送に復帰した。その後は再びラジオNIKKEIにはリモートで出演。また、この間日曜夕方の『河原﨑達也 いくしかないだろう!』に度々ゲスト出演している。
  - 5月27日からはラジオNIKKEIの方も東京でのスタジオ出演に戻り、水・木で一旦帰京する元のスケジュールへ戻った。2度目・3度目の宣言時には通常通り水曜に東京からのスタジオ出演を続けている。
- 金曜14時台「街角ステーション」は企画を4月10日より「トヨタ名車列伝」に変更し中継を休止。4月中はリスナーから名車のエピソードを募集し、5月いっぱいと6月5日はトヨタ博物館スタッフを電話ゲストに迎え過去の名車やエンジン音についての濃い話を聞く内容となった。6月19日から中継を再開。
- マコ酒RUNは3月に入ってから開催を見合わせていたが、4月28日から7月7日までオンラインマコ酒RUNとして、Skypeを利用したいわゆる「オンライン飲み会」の形式で開催した。7月13日から制限付きで再開。しかし再度の感染者増のため7月27日からオンライン開催に戻った。